# Synaldis nigriceps
Synaldis nigriceps är en stekelart som beskrevs av Papp 1994. Synaldis nigriceps ingår i släktet Synaldis och familjen bracksteklar. Inga underarter finns listade i Catalogue of Life.